# Эволюция. Триумф идеи
«Эволюция. Триумф идеи» — научно-популярная книга научного журналиста и писателя Карла Циммера. Книга впервые была опубликована в 2001 году. На русский язык книга вышла в 2011 году в издательстве Альпина нон-фикшн в серии «Библиотека фонда Династия».

## Общие сведения
Дарвин написал Происхождение видов в 1859 году, задолго до того, как биологи обнаружили молекулы, лежащие в основе наследственности и естественного отбора. Книга «Эволюция: Триумф идеи» переносит читателей на передовую эволюционной биологии - от истоков жизни до массовых вымираний, теорий происхождения болезней, пола и психологии. Книга представляет собой богатый и современный взгляд на эволюцию, исследуя далеко идущие последствия теории Дарвина и подчеркивая силу, значение и актуальность эволюции для нашей сегодняшней жизни.

## Отзывы и рецензии
Книга получила положительные отзывы как в научной среде, так и в обществе. В научно-популярном журнале New Scientist научный обозреватель и писатель Дуглас Палмер пишет:
Нужно ли нам больше книг о Дарвине? Да, но только если они так же хороши, как «Эволюция» Карла Циммера
В научной рубрике английской газеты The Guardian книгу Циммера охарактеризовали так:
От путешествия на «Бигле» до последних исследований ДНК галапагосских вьюрков,Циммер приглашает нас во всестороннее путешествие по истории и последствиям эволюции…[] замечательная книга.
Российский биолог, доктор биологических наук Александр Марков на сайте научно-образовательного проекта ПостНаука рекомендует книгу Циммера для внеклассного чтения для знакомства с современными подходами к теории эволюции: 
Недавно переведенная на русский язык книга, в которой дается обзор новейших достижений в эволюционной биологии и подтверждений эволюции на конкретных примерах того, как были открыты те или иные факты. Циммер рассказывает о новейших подтверждениях эволюции. Например, как в ходе эволюции развивалось зрение, а это сейчас изучено достаточно подробно, и все эти детали там объясняются, что особенно ценно, популярным языком для широкой публики.
Доктор биологических наук Елена Наймарк рассказывает о книге в интернет-издании Газета.ru:
[]...Циммер ни на секунду не отпускает своего читателя, чуть ли не на каждой странице очерчивая дюжину дополнительных маршрутов, каждый из которых гарантирует замечательное, на грани авантюры, интеллектуальное приключение. Неленивый и любопытный человек, какого бы возраста и образования он ни был, с удовольствием прогуляется по ним и, будь он трижды прост или трижды резонер, вряд ли захочет возвращаться на предсказуемый, как старая покосившаяся карусель, аттракцион под вывеской «разумное творение».